# Theodor Herzl
Theodor Herzl, también conocido como Teodoro Herzl en países hispanos (en hebreo: בנימין זאב הרצל‎, Binyamin Ze'ev Herzl; en húngaro Herzl Tivadar; Pest, 2 de mayo de 1860-Reichenau an der Rax, 3 de julio de 1904), fue un periodista, dramaturgo, activista político y escritor austrohúngaro de origen judío, fundador del sionismo político moderno.
Creó la Organización Sionista y promovió el retorno e inmigración de la diáspora judía hacia Palestina, entonces bajo dominio del Imperio otomano, en un esfuerzo por formar allí un Estado judío. Herzl prefería esa región para dicha misión, pues opinaba que era «nuestra siempre memorable casa histórica [y en la cual creía que] allí formaría parte de una muralla de Europa contra Asia, un puesto de avanzada de la civilización frente a la barbarie».
Si bien Herzl es mencionado específicamente en la Declaración de Independencia de Israel y se lo conoce oficialmente como «el padre espiritual del Estado judío»; es decir, el visionario que dio una plataforma y marco concretos y practicables al sionismo político, no fue el primer teórico o activista sionista: estudiosos, muchos de ellos religiosos, como los rabinos Yehuda Bibas, Zvi Hirsch Kalischer y Yehuda Hay Alkalai, promovieron una gama de ideas protosionistas antes que él.

## Biografía
Herzl nació en 1860 en el Reino de Hungría, en el condado de Pest (hoy la parte oriental de la ciudad de Budapest, que entonces constaba de dos ciudades separadas), junto a la Gran Sinagoga de Budapest. Se crio en el seno de una familia judía germanoparlante originaria de la ciudad de Zemun, situada en la Frontera Militar (actual Serbia), representativa de la burguesía judía emergente en el Imperio austrohúngaro. Creció en un ambiente acomodado, liberal y laico.
Estudió en una escuela judía hasta los diez años, cuando fue enviado a una escuela laica que tuvo que abandonar debido al antisemitismo existente en ella. De esta forma, fue matriculado en una escuela evangélica (protestante), en la cual no tuvo problemas con el antisemitismo, pues la mayoría de los alumnos eran judíos. A raíz de la prematura muerte de su hermana, Paulina, en 1878 la familia se trasladó a Viena, entonces capital del Imperio austrohúngaro, donde estudió (de 1878 a 1884) y obtuvo un doctorado de Derecho en la Universidad de Viena en 1884. Trabajó en esta profesión por un corto tiempo en Viena y en Salzburgo, pero después de un año se dedicó casi exclusivamente a la literatura, a la dramaturgia y al periodismo.
Durante su juventud frecuentó una asociación llamada Burschenschaft, que aspiraba a la unificación alemana, bajo el lema "Ehre, Freiheit, Vaterland" (Honor, Libertad, Patria) y sus primeros trabajos no se focalizaron en la vida judía. Herzl era un judío asimilado. Sus trabajos fueron novelas por entregas, descriptivas y no políticas.
Su primer empleo fue como empleado no asalariado de los tribunales de Viena y Salzburgo. Aspiraba a convertirse en juez, mas su condición de judío no se lo permitía. Más tarde combinó la práctica forense con su actividad como escritor, dramaturgo y periodista. Escribió también comedias de éxito para teatros vieneses.
En 1891 se volcó al periodismo y asumió la corresponsalía en París del influyente periódico liberal de Viena, Neue Freie Presse (1891-1895), un importante diario de referencia en el Imperio austrohúngaro, representante de la corriente liberal austríaca.

### Caso Dreyfus

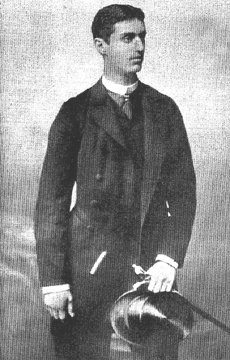
Theodor Herzl en 1878, en sus años de periodista.

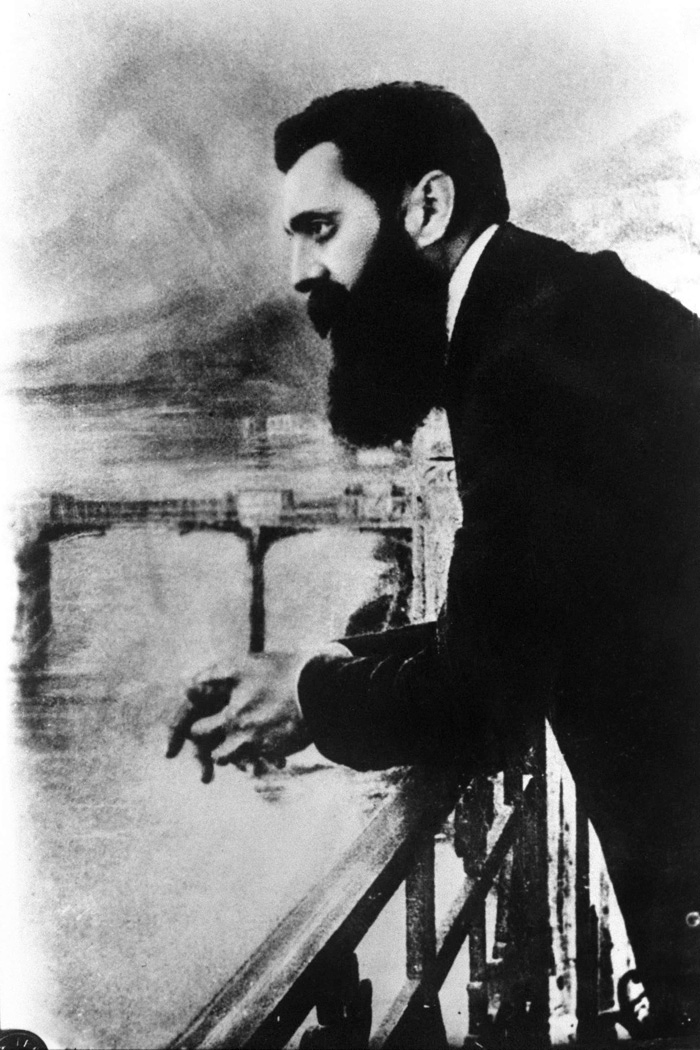
Theodor Herzl en Basilea en 1897.

Como corresponsal en París constató y analizó el crecimiento del antisemitismo y comenzó a implicarse emocionalmente en el «problema judío», al que hasta entonces no había prestado demasiada atención. Al principio mantuvo tesis asimilacionistas, pero el Caso Dreyfus en 1894 —un notorio proceso antisemita ocurrido en Francia, en el que un capitán judío del ejército francés, Alfred Dreyfus, fue acusado injustamente de traición, inculpado de espiar para Alemania— le supuso un punto de inflexión del asimilacionismo hacia el nacionalismo,6 ya que, en sus propias palabras, asistir al proceso Dreyfus y a la agitación antisemita que se generó en torno a ese caso fue lo que le convirtió definitivamente en sionista.
Herzl, como corresponsal de Neue Freie Presse, fue uno de los pocos periodistas a los que se les permitió asistir a la ceremonia de degradación de Dreyfus. Dos semanas antes había acudido a la sala del tribunal y presenció el anuncio del veredicto de culpabilidad del capitán. El detenido fue obligado a cruzar el patio, lo que hizo mientras clamaba su inocencia. La muchedumbre respondió entonces con consignas racistas y, a la salida del edificio, Herzl fue testigo de las manifestaciones en París tras el juicio, en las que se gritaba: ¡Muerte a Dreyfus! ¡Muerte a los judíos!.
La profunda atmósfera antisemita condujo a Herzl hacia un nuevo horizonte conceptual: comenzó a rechazar sus primeras ideas sobre la emancipación judía y la asimilación para creer que el pueblo judío debía retirarse de Europa y crear su propio Estado.
En junio de 1895, escribió en su diario: 

En París, como ya he dicho, he adquirido una actitud más libre hacia el antisemitismo ... Por encima de todo, reconozco el vacío y la inutilidad de tratar de 'combatir' el antisemitismo.

## Líder sionista
Su nueva visión sionista la presentó en su totalidad en su libro titulado Der Judenstaat: Versuch einer modernen Lösung der Judenfrage («El Estado judío: ensayo de una solución moderna de la cuestión judía»), que se publicó en febrero de 1896, donde propuso que la solución al «problema judío» era la creación de un Estado judío independiente y soberano para todos los judíos del mundo, que esto era un asunto de política internacional y que debía ser asumido como tal. El texto, más un manifiesto que una obra doctrinal, proponía un plan político y práctico que ofrecía una visión moderna e ilusionante para el naciente nacionalismo judío, cuyo fin principal era la creación de un país moderno para el pueblo judío.
Al empezar su actividad, cuando comprendió la necesidad de un Estado judío, fracasó en su intento de captar la atención de los judíos más acaudalados e influyentes, como el barón Hirsch y el barón Rothschild. Al principio, el texto no fue muy bien recibido: en los ambientes judíos liberales y asimilacionistas de Europa central y occidental se consideraba una quimera más. Tampoco fue de agrado en las sinagogas, donde se percibió como contrario a las enseñanzas religiosas. Por otro lado, sus ideas fueron recibidas con entusiasmo por las masas judías, que lo consideraban como un moderno Moisés.
En El Estado Judío escribió: 

La cuestión judía persiste donde viven judíos en cantidad considerable. Dondequiera que no exista, es llevado junto con los inmigrantes judíos. Nosotros, naturalmente, somos arrastrados a lugares donde no somos perseguidos, y nuestra aparición da lugar a la persecución. Éste es el caso, y será inevitable así, en todas partes, incluso en países altamente civilizados -véase, por ejemplo, Francia- siempre que la cuestión judía no se resuelva en el plano político. El infortunio del pueblo judío ahora se está transportando y sembrando la semilla del antisemitismo en Inglaterra, y ya lo han introducido en América.

A partir de abril de 1896, cuando se editó la traducción al inglés de Der Judenstaat, Herzl se convirtió en el principal portavoz del sionismo. Herzl completó su escrito y comenzó a desplegar una intensa actividad diplomática con objeto de ganar apoyo para la causa sionista en el plano internacional.
Visitó Estambul en abril de 1896, donde intentó persuadir al sultán de Turquía para que le cediera parte de la Siria Otomana a fin de crear un Estado Judío a cambio de apoyo financiero. Fue acogido en Sofía, Bulgaria, por una delegación judía. En Londres, lo recibieron fríamente, pero se le concedió el mandato de liderazgo de los sionistas londinenses. A los seis meses de ese mandato, fue aprobado en toda la comunidad judía sionista, y Herzl viajó constantemente para llamar la atención sobre su causa. Sus partidarios, al comienzo pocos en número, trabajaron día y noche, inspirados por su ejemplo.
Estableció su oficina central en Viena, desde donde desplegó su actividad hacia la comunidad judía, que empezó a percibirle como un líder moderno y mundano, que podía encauzar el nacionalismo latente de amplios sectores judíos.

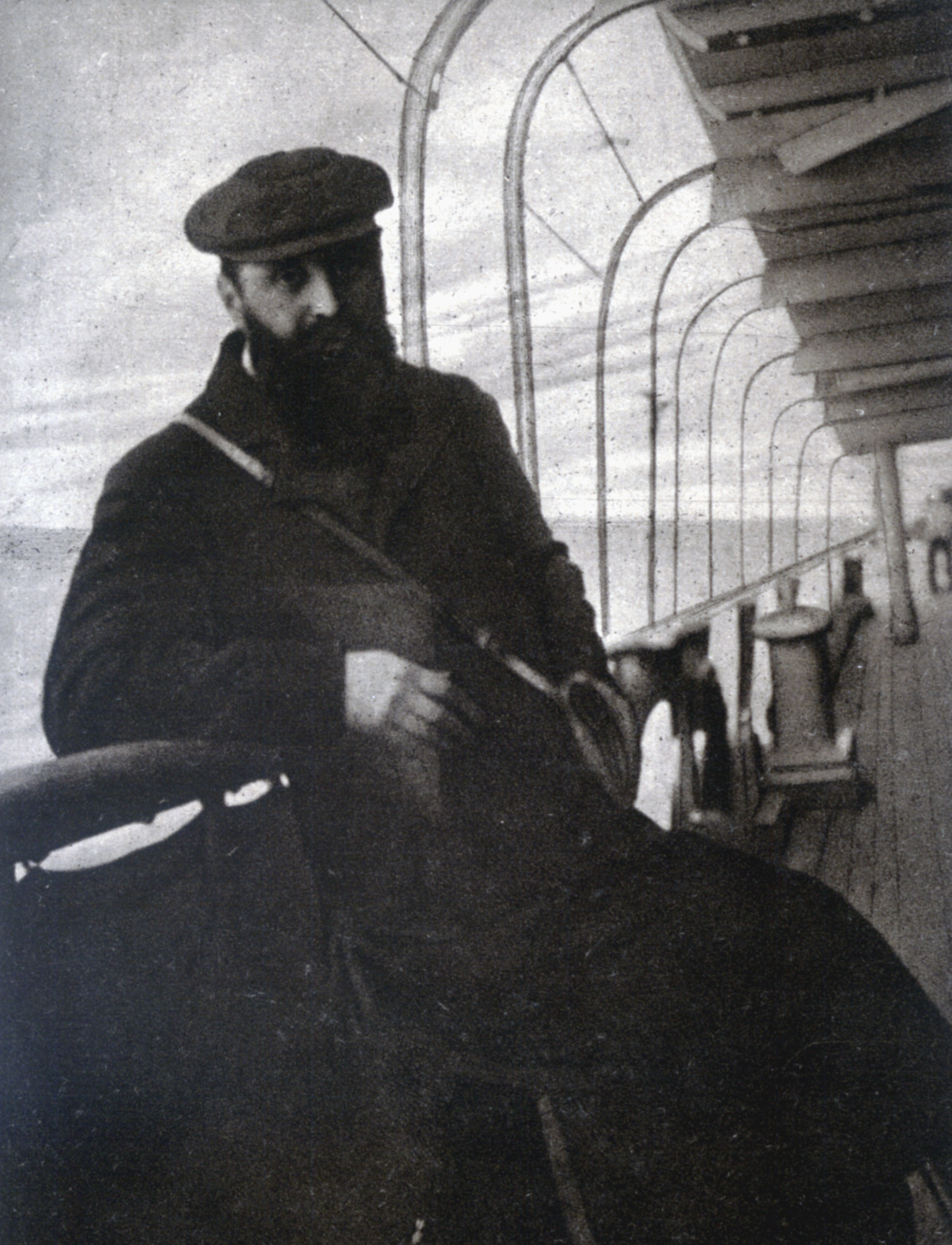
Theodor Herzl en barco llegando a las costas de Palestina en 1898

Según algunas fuentes, entre las que se encuentra el historiador revisionista israelí Benny Morris, el planteamiento de inmigración y compra de territorios de Herzl hacía que fuera inevitable que surgiese un conflicto entre los colonos y los pobladores del ex imperio otomano, predominantemente árabes: la población del territorio que les fuera asignado sólo podía interpretar la inmigración y adquisición de territorio, organizada y políticamente motivada que señalaba Herzl en sus diarios en 1895, como desposesión y desplazamiento;
Efraim Karsh, profesor de Estudios de Guerra en el King's College de Londres, ha señalado en varias ocasiones inexactitudes en el trabajo de Morris, y sobre este tema indica que la cita a los diarios de Herzl omite varias frases, descontextualizando el sentido; también dice que Herzl no menciona en el párrafo ni a los árabes ni a Palestina y que de hecho sus previsiones en aquel momento estaban más encaminadas a Sudamérica, concretamente Argentina.

Cuando ocupemos el territorio, debemos ofrecer beneficios inmediatos al Estado que nos reciba. Debemos expropiar con cuidado la propiedad privada en el Estado que se nos ha asignado. Intentaremos desplazar a la población pobre que está a lo largo de la frontera, procurando empleo para ella en los países de tránsito, al tiempo que le negamos el empleo en nuestro país. Los propietarios vendrán a nuestro lado. Tanto el proceso de expropiación como el de la eliminación de la pobreza deben ser llevados a cabo de forma discreta y con prudencia. Permitamos a los propietarios creer que nos están engañando, vendiéndonos las cosas más caras de lo que en realidad valen. Pero nosotros no les vamos a revender nada... Debemos vender solo a judíos, y todo intercambio de bienes raíces debe realizarse solo entre judíos. No es necesario decir que debemos tolerar respetuosamente a la gente de otras religiones y proteger su propiedad, su honor y su libertad con las más severas medidas de coerción. Ésta es otra área en la que debemos mostrar al mundo entero un magnífico ejemplo... Debe haber muchos propietarios inamovibles en áreas individuales (que no vayan a vendernos su propiedad), debemos simplemente dejarles allí y desarrollar nuestro comercio en dirección a otras áreas que nos pertenezcan a nosotros.
(en cursiva las frases omitidas cuya falta, según Karsh, descontextualizan el texto original.)

En 1897, fundó en Viena con considerables gastos personales Die Welt («El Mundo»), el primer órgano sionista oficial. Ese mismo año organizó el Primer Congreso Sionista en Basilea (Suiza). Allí fue elegido presidente (cargo que ocupó hasta su muerte en 1904), y en 1898 comenzó una serie de iniciativas diplomáticas destinadas a conseguir apoyo para un país judío. Fue recibido por el emperador alemán en varias ocasiones, fue recibido nuevamente en audiencia por el emperador otomano en Jerusalén y asistió a la Conferencia de Paz de 1899 en La Haya, disfrutando de una cálida acogida por otros muchos estadistas.
Entre 1902 y 1903 Herzl fue invitado a testificar ante la Real Comisión Británica sobre la inmigración extranjera. El asunto lo puso en estrecho contacto con los miembros del gobierno británico, en particular con Joseph Chamberlain, entonces secretario de Estado para las Colonias, por medio de quien negoció con el gobierno egipcio para establecer los estatutos de la solución de los judíos en Al 'Arish, en la Península del Sinaí.
En 1902 publicó su obra Altneuland (La Vieja Nueva Tierra), donde presentaba al futuro Estado judío como una utopía de nación moderna, democrática y próspera.

## Muerte y entierro

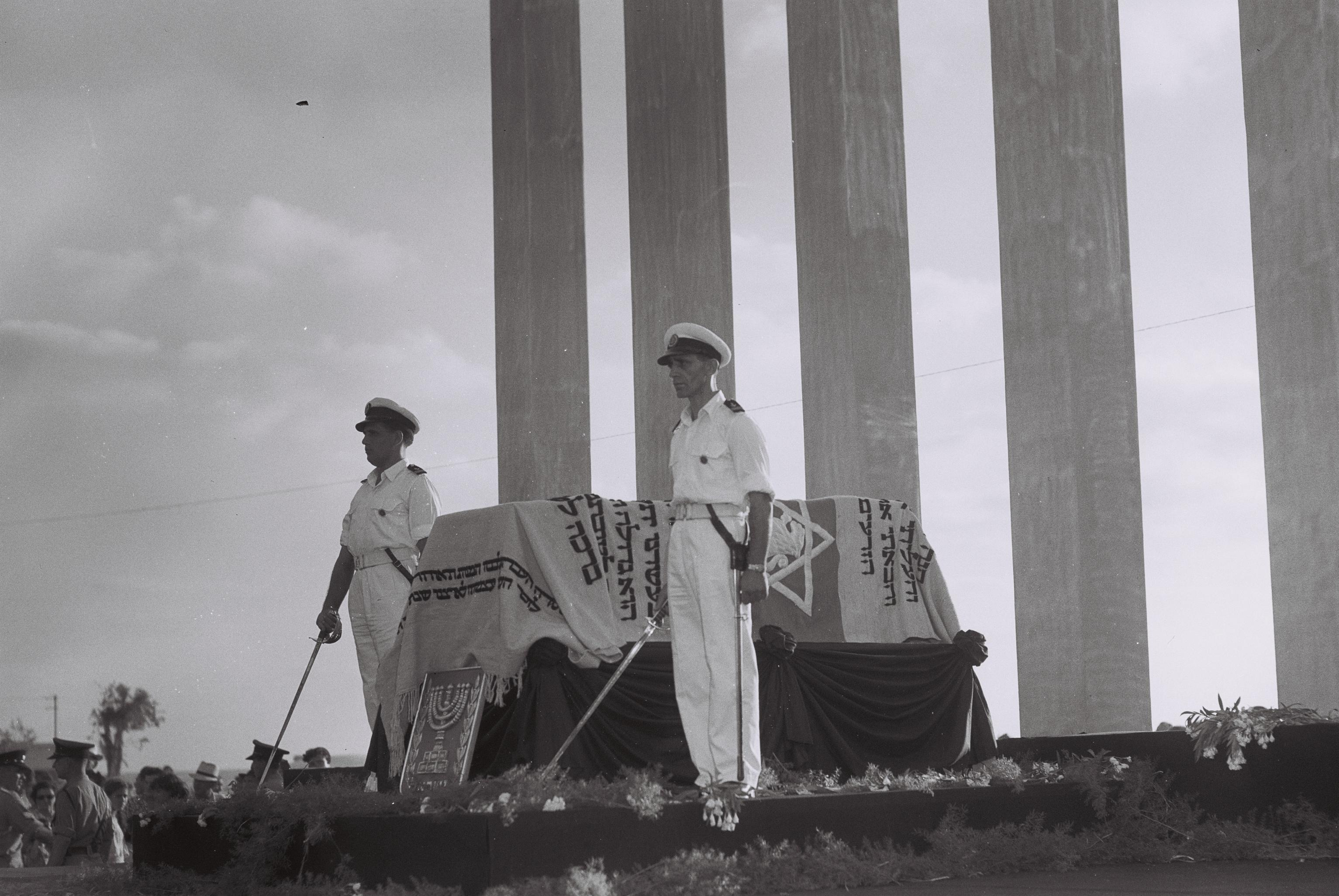
Guardia de honor junto al ataúd de Herzl en Israel.

Herzl murió en Edlach, Baja Austria, en 1904 por insuficiencia cardíaca a la edad de 44 años. Su voluntad estipulaba que debía tener un entierro simple, sin discursos o flores, y añadía: Quiero ser enterrado en el panteón junto a mi padre y descansar allí hasta que el Pueblo Judío me conduzca a Eretz Israel. En 1949 sus restos fueron trasladados desde el cementerio de Döbling en Viena al Monte Herzl en Jerusalén.
En el contexto de la discusión sobre la Resolución 3379 de la Asamblea General de la ONU, que equiparaba el Sionismo con el Racismo, Emilio Rabasa, ministro de Relaciones Exteriores de México, visitó la tumba de Herzl y dijo: "[...] no hay discriminación en Sión y donde no hay discriminación, no puede existir un Estado racista [...], hemos presenciado tolerancia absoluta en este país".
Herzl es el principal símbolo del sionismo y el padre del Estado de Israel. Su imagen está presente en las dependencias oficiales israelíes y su memoria se conserva en ciudades, escuelas y calles (prácticamente cada ciudad israelí tiene una calle Herzl).

## Resoluciones del primer Congreso Sionista en Basilea
- Theodor Herzl lo organizó y fue elegido presidente.
- Adoptaron un himno nacional (Hatikva) y una bandera.
- Se organizó la compra de tierras y se formaron los kibutz (una de las principales ideas del sionismo socialista).
- Se entablaron relaciones diplomáticas con el Imperio otomano para el traslado de judíos alemanes a Palestina, que no dieron fruto, y más tarde con el Reino Unido, que fueron posibles después de la Primera Guerra Mundial, aunque fueron interpretadas de forma conspiratoria, ya que Alemania poseía deudas de guerra con el Reino Unido.